# Шахи в Азербайджані

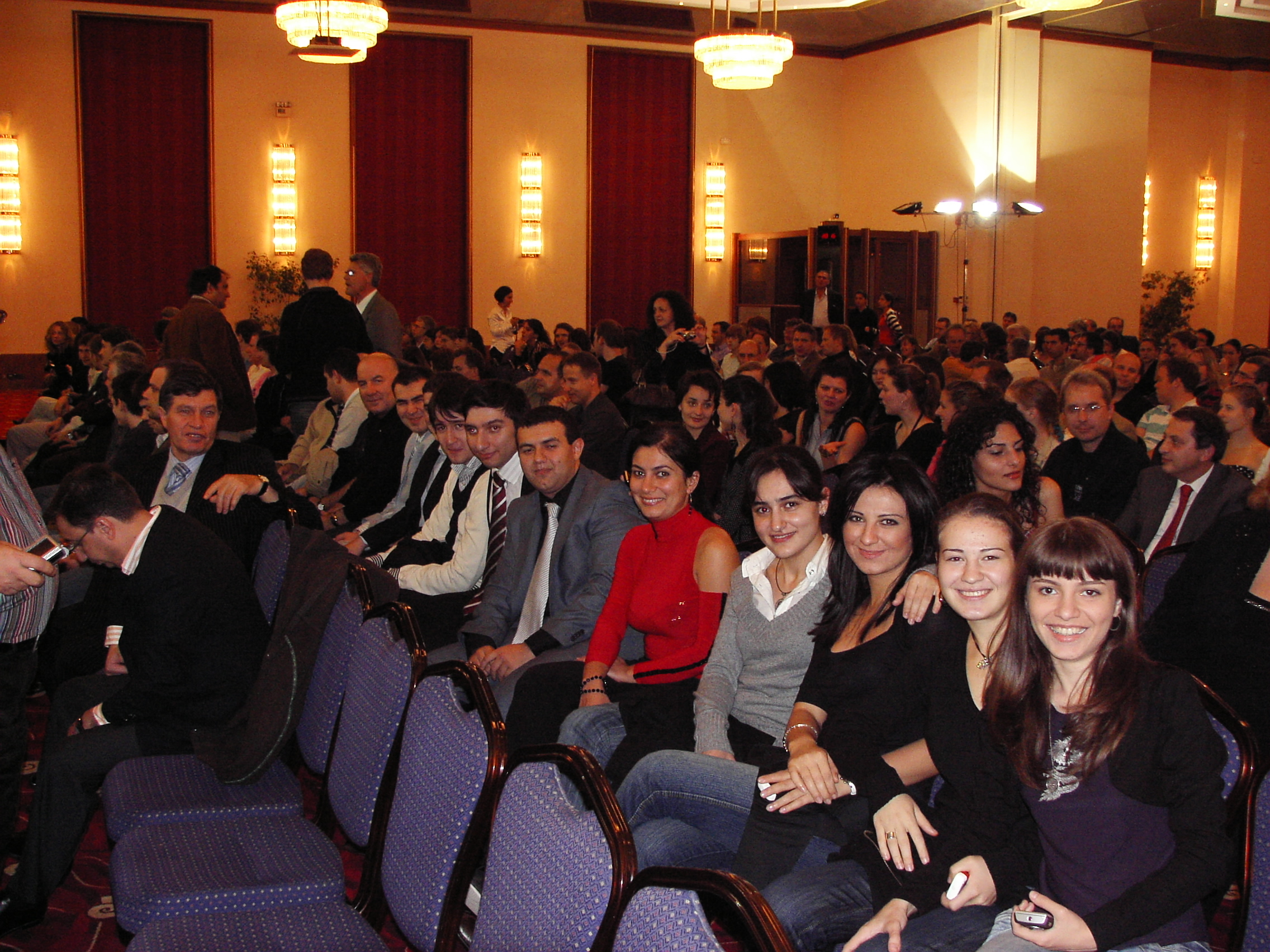
Чоловіча та жіноча національні збірні Азербайджану на чемпіонаті Європи 2007 року

Шахи — один з найпопулярніших видів спорту в Азербайджані, де їм керує Федерація шахів Азербайджану. 5 травня 2009 року президент Азербайджану Ільхам Алієв, який також є головою Національного олімпійського комітету, підписав розпорядження про ініціювання державної програми розвитку шахів на 2009–2014 роки.